# サミュエル・プラウト
サミュエル・プラウト（Samuel Prout、1785年9月17日 - 1852年2月10日）はイギリスの水彩画家である。ヨーロッパの街の風景を描き、プラウトの絵は版画にされて出版された。

## 略歴
プリマスの軍港の制服仕立て人の息子に生まれた。プリムスの高校ヘ進み、	画家となるベンジャミン・ヘイドン(Benjamin Haydon :1786–1846) と同窓で高校の芸術家でもある校長、ビドレーク（John Bidlake）の教育を受け、ヘイドンとポラウトはビドレークに美術家となることを勧められた。1803年にロンドンに移り1812年までロンドンに滞在した。ロンドンでは版画出版社のために海洋画を描いたり、美術教師として働いた。1810年に結婚した。
1818年頃初めて、ヨーロッパ大陸の街を訪れ、街と建物の姿という画題を見出だして、画家として成功した。ヨーロッパの歴史ある町並みを水彩画で描き、後にこれらの作品は版画にされて出版された。1829年に国王、ジョージ4世によって、王室付の水彩画家('Painter in Water-Colours in Ordinary')に任命され、次代のヴィクトリア女王にも仕えた。
息子のサミュエル・ギレスピー・プラウト(Samuel gillespie prout:1822-1911) も画家となった。甥のジョン・スキナー・プラウト(John Skinner Prout:1805–1876)は画家となり、オーストラリアで働いた。

## 作品

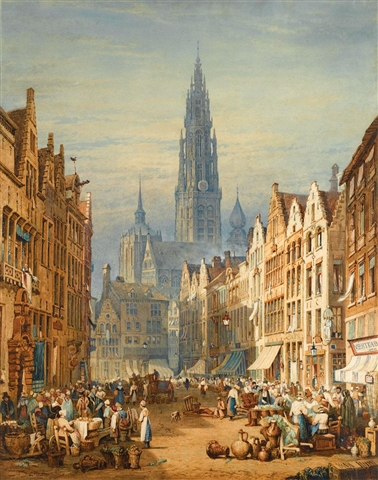
アントウェルペンの市場広場と大聖堂 (c.1823)
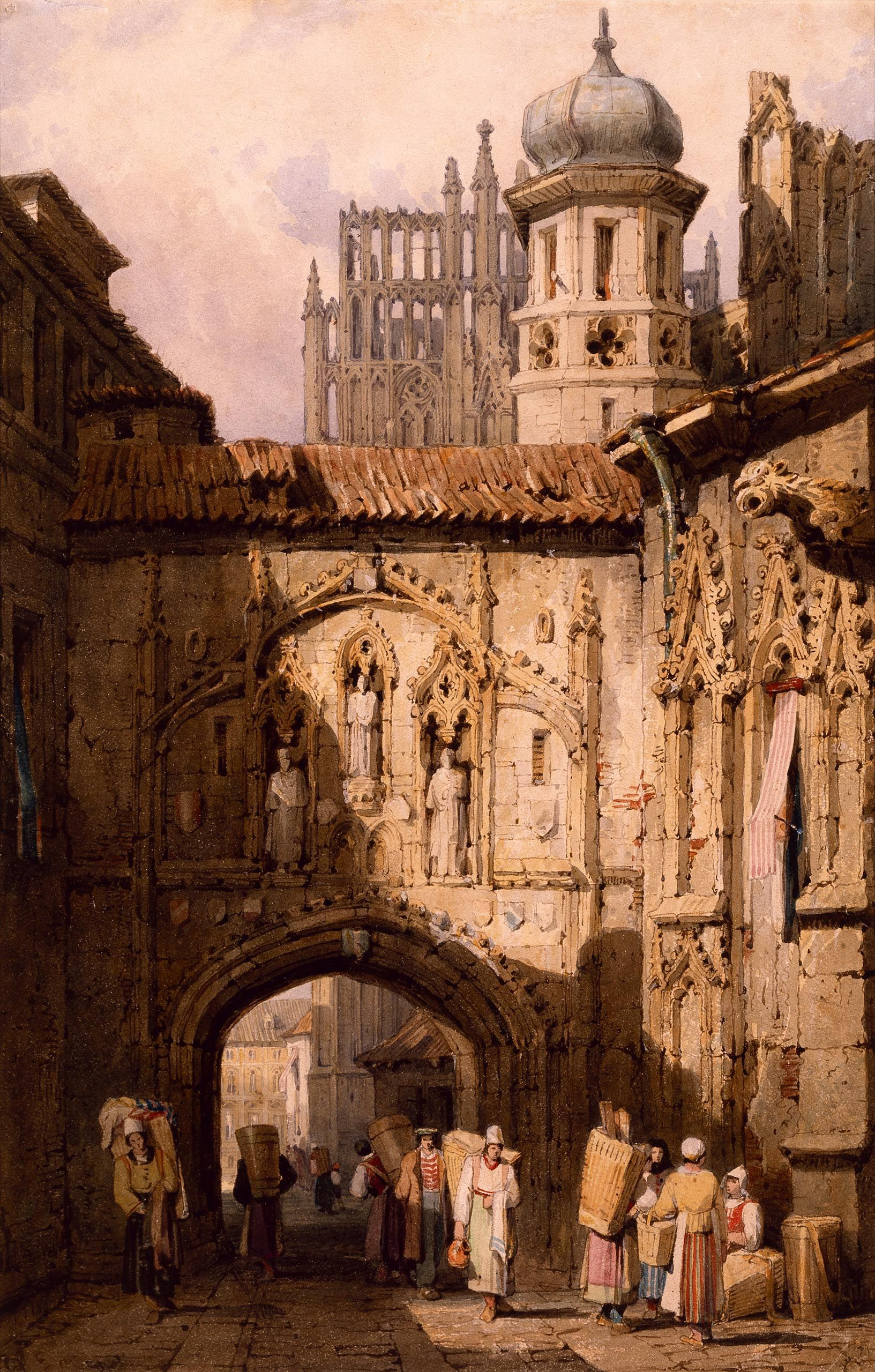
ニュルンベルク (c.1823)
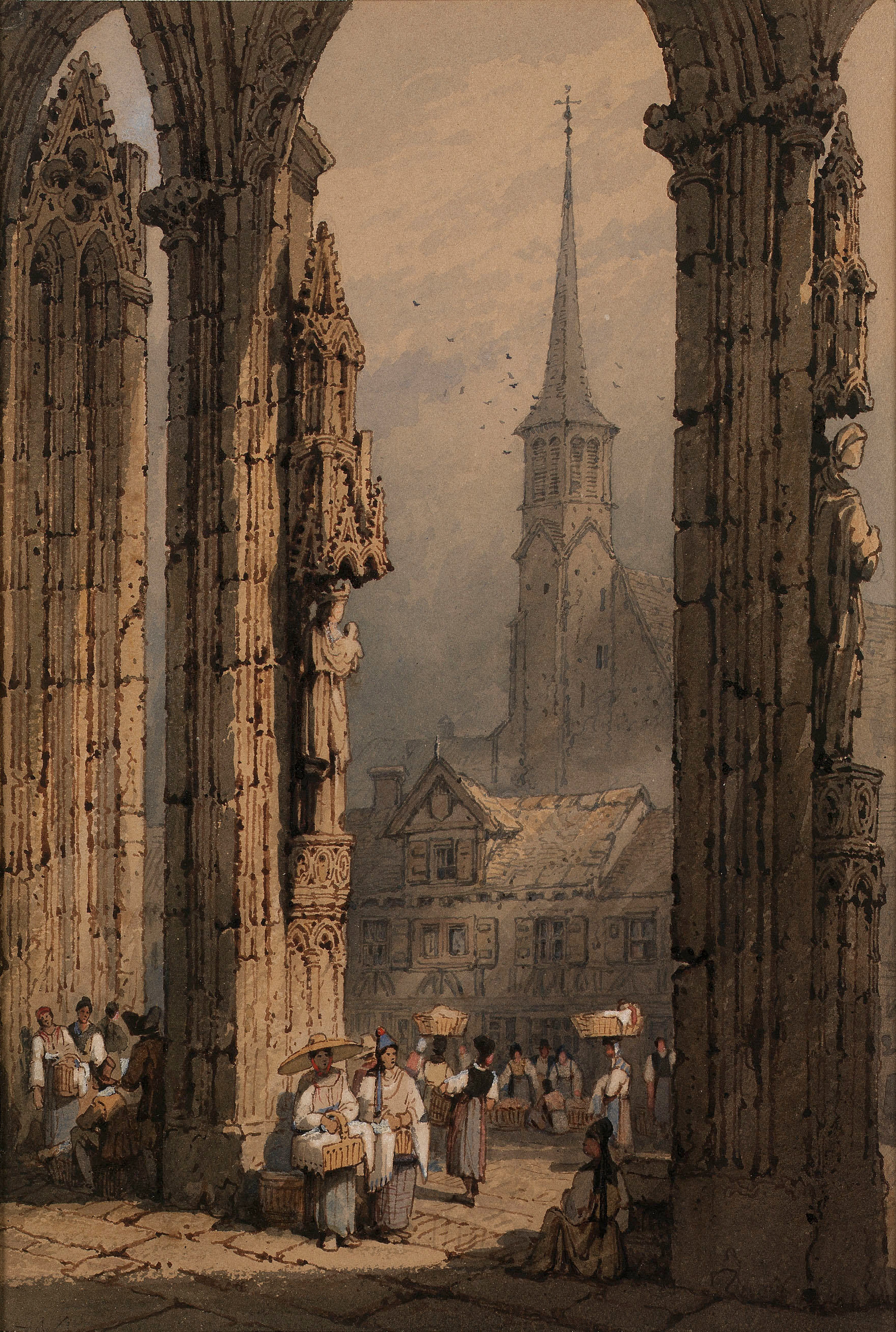
ウルムの教会 (c.1823)
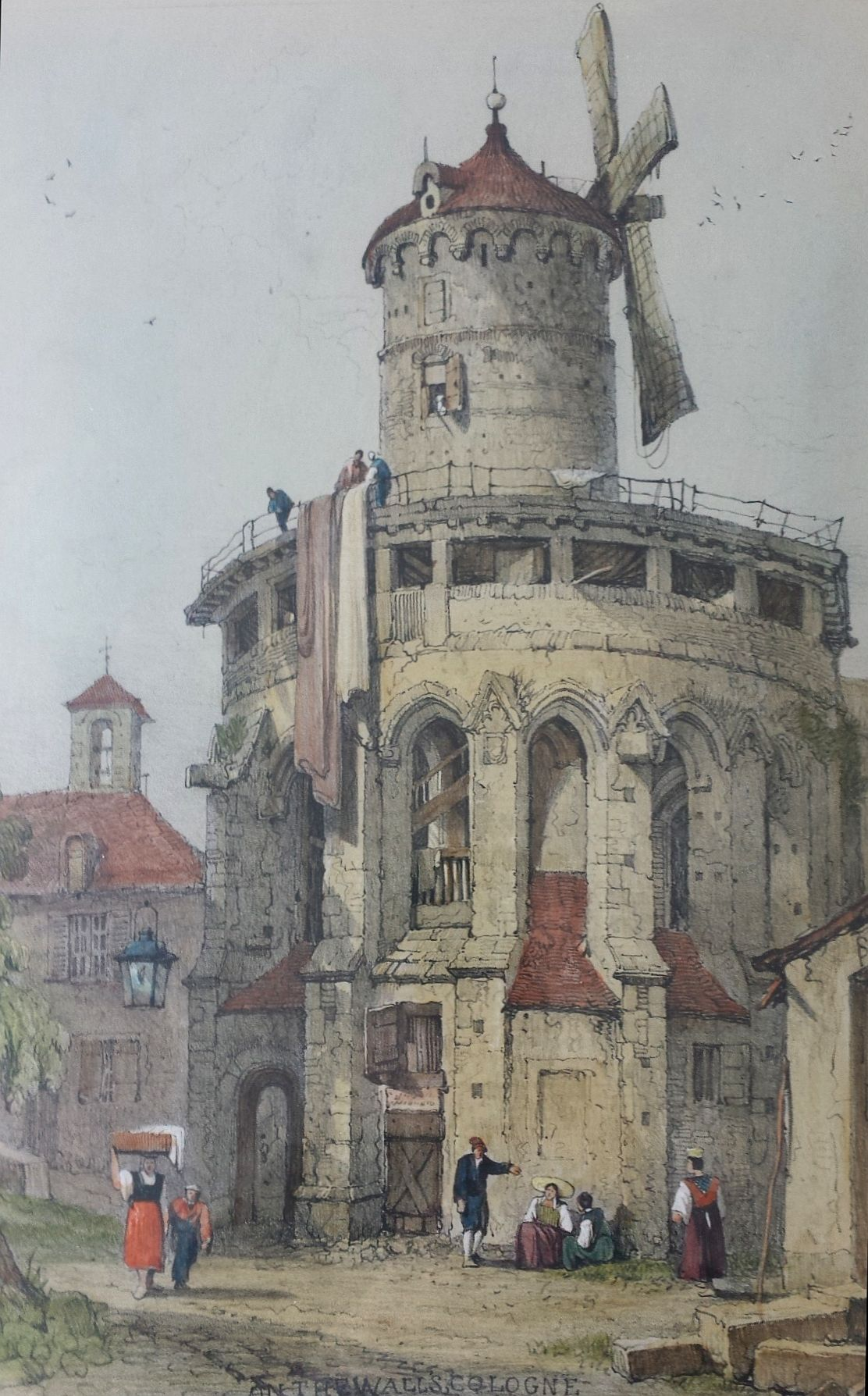
ケルンのUlrepforte (c.1824)
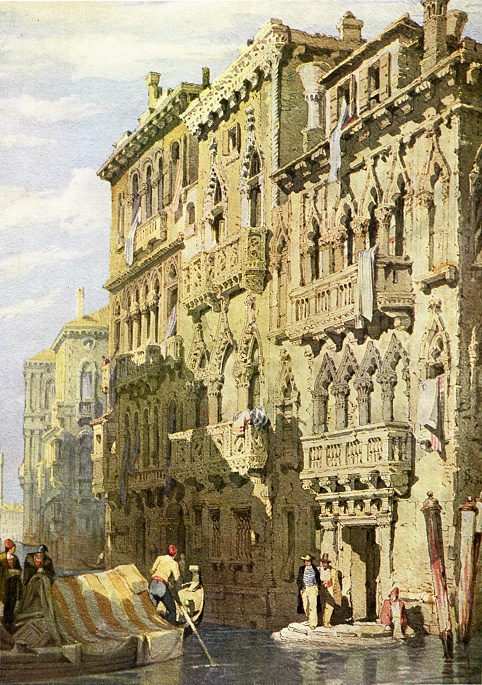
Palazzo Contarini(ヴェネツィア) (c.1825)
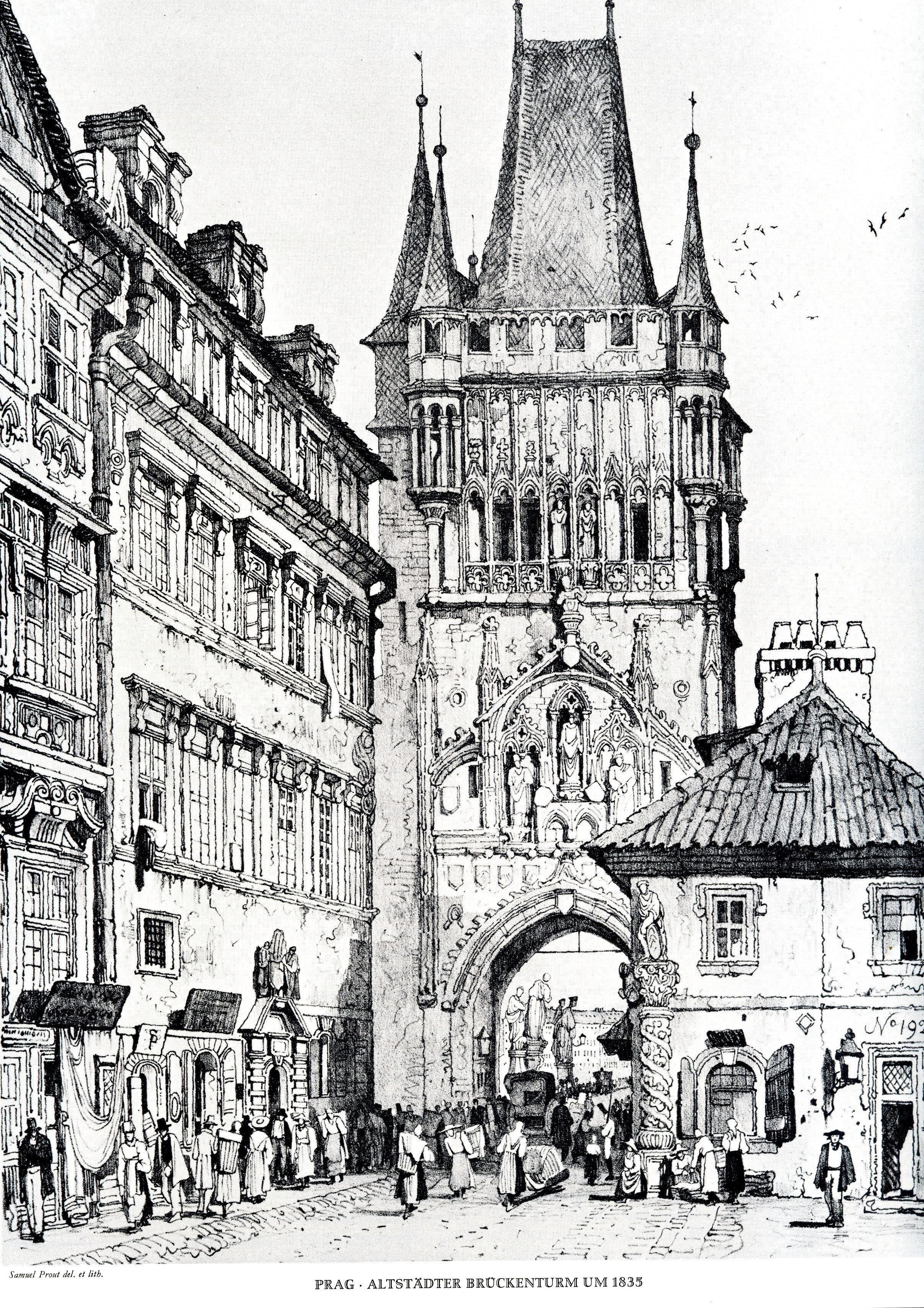
プラハの旧市街 (1835)
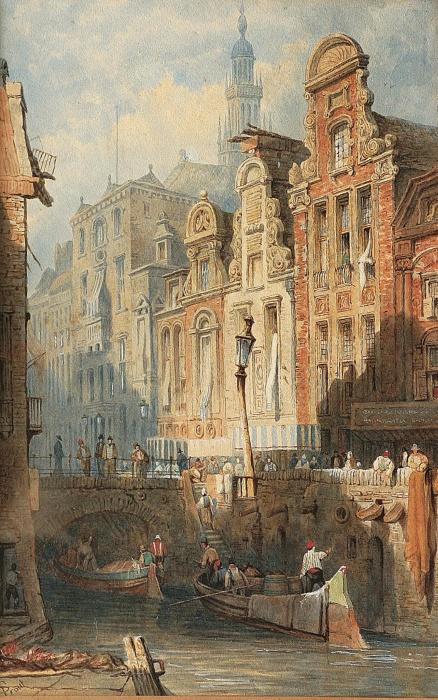
ユトレヒト市役所 (1841)
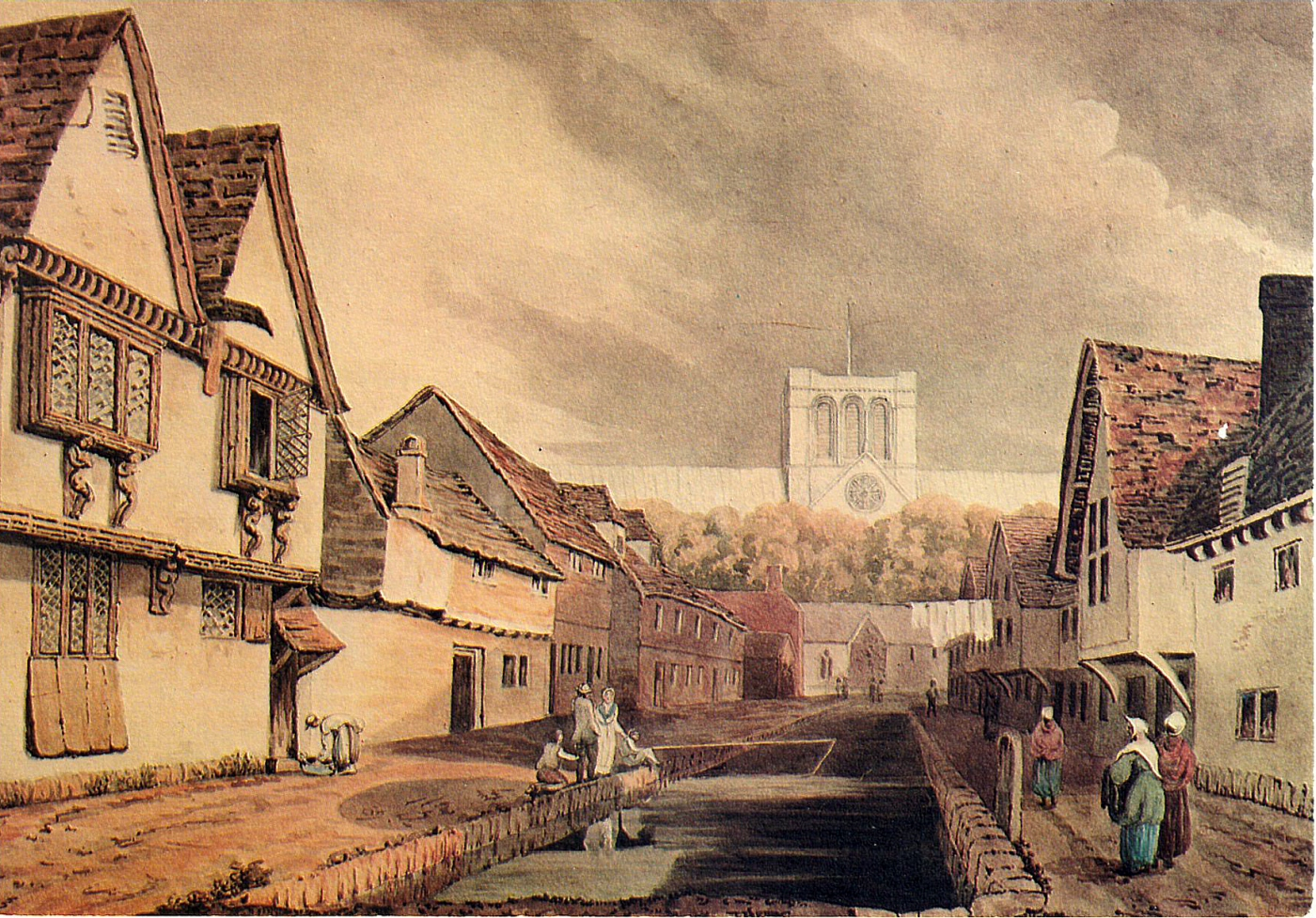
イギリスの風景 (c.1813)